# Надзвичайні Військові Суди
Надзвичайні Військові Суди в УНР — суди, які були створені в місцевостях, оголошених на воєнному стані або в стані облоги, а також на театрі воєнних дій відповідно до затвердженого Директорією УНР закону від 26 січня 1919. Оскільки на підставі закону від 24 січня 1919 на всій території Української Народної Республіки був оголошений воєнний стан, цивільне правосуддя відтіснялося на другий план, а існуючі до того військово-польові суди скасовувалися, незалежно від часу їх створення. Вироки, винесені надзвичайними військовими судами за спрощеною процедурою, не підлягали оскарженню й негайно виконувалися. Щоправда, особи, засуджені на смерть, мали право впродовж 6-ти годин після оголошення вироку звернутися із проханням про помилування або полегшення кари до «Верховної влади», тобто Директорії УНР, «а в дієвій армії — до Головного Отамана». Склад надзвичайного військового суду не був сталим. Його створювали владою командира полку або військових начальників з рівними чи більшими правами, а також губернськими або міськими комендантами. Вони ж призначали особовий склад військового надзвичайного суду, до якого входили: голова (муштровий штаб-старшина), 4 члени (старшини і підстаршини), прокурор, оборонець та секретар. Підсудності надзвичайного військового суду підлягали всі військові і цивільні особи за карні вчинки, які передавалися йому за законом УНР. Оскільки за доби Директорії УНР не було переглянуто старого законодавства, а лише відредаговані окремі його статті, на території УНР продовжували зберігати чинність закони колишньої Російської імперії й Тимчасового уряду, і надзвичайні військові суди судили за військовим карним статутом «Зводу воєнних злочинів» 1869. Таким чином, вони були інституціями «швидкого реагування» на конкретні обставини за законодавством перехідного періоду. Серед найбільш відомих справ, які їм довелося розглядати, були справи полковника П.Болбочана, засудженого 10 червня 1919 до смерті, отаманів Палієнка, Святненка, Біденка, Семесенка і полковника Яценка.